# 메디나셀리 공작

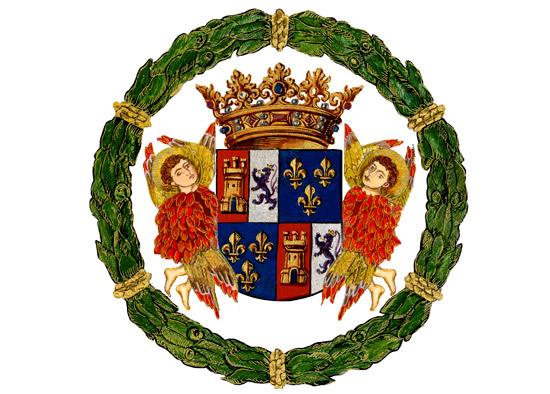
메디나셀리 공작가문 문장

메디나셀리 공작가문 기

메디나셀리 공작(英Duke of Medinaceli, 西duque de Medinaceli)은 스페인 귀족(Spanish nobility, 혹은 peearage of Spain) 가운데 세습 작위로, 스페인 대공작(英Grandee, 西Grandeza de España)의 권위를 갖추고 있다. 가톨릭 군주(Catholic Monarchs) 아라곤의 페르난도 2세(Ferdinand II of Aragon)와 카스티야의 이사벨 1세(Isabella I of Castile)는 작위를 만들어서 1479년 10월 31일에 이를 루이스 데 라 세르다 이 데 라 베가(Luis de la Cerda y de la Vega, 이하 '루이스')에게 수여하였다. 또한 루이스는 메디나셀리 5대 백작(英count, 西conde) 작위도 가지고 있었는데, 이는 1368년 그의 조상이자 1대 백작 베르날 데 푸와(Bernal de Foix)에게 수여된 작위이기도 하였다.

## 역사

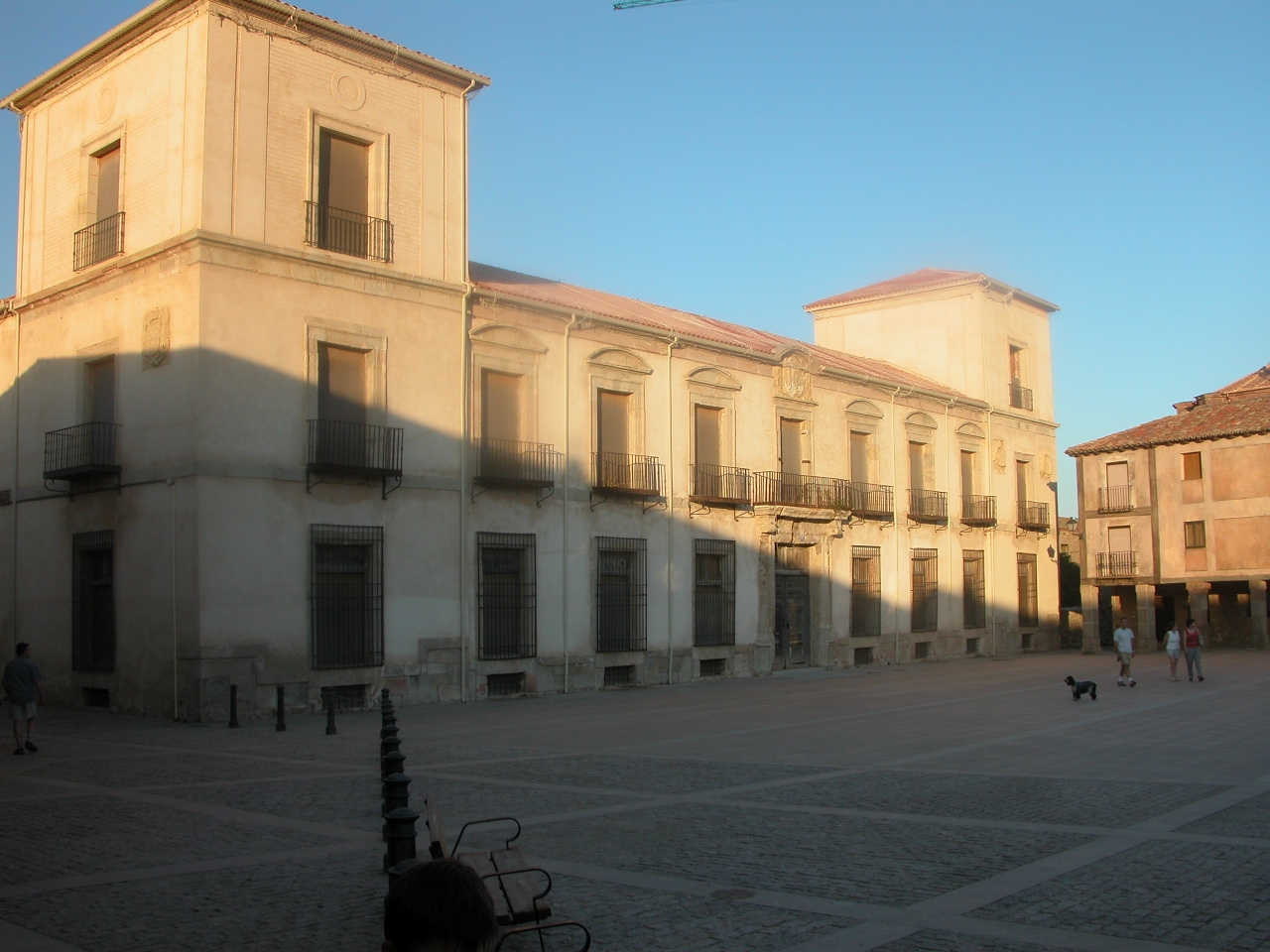
메디나셀리(Medinaceli) 공작성(英Ducal Palace, 西Palacio Ducal)

1368년 카스티야 국왕은 메디나셀리 백작(Count of Medinaceli, conde de Medinaceli) 작위를 이사벨 데 라 세르다(Isabel de la Cerda)의 두번째 남편인 베르날 드 푸와에게 수여하였다. 이들의 손자 루이스는 3대 메디나셀리 백작으로, 작위를 세습시키고 가문의 성을 데 라 세르다(de la Cerda)로 바꿨다. 이후, 1479년 카스티야 여왕 이사벨라 1세는 5대 백작 루이스에게 백작에서 공작으로 승격시켜 주었다.

## 메디나셀리 백작
- 베르날 데 푸와(Bernal de Foix) : 1대 백작(1381), 1368년, 적장자이자 카스티야 국왕 페드로(Pedro)에 맞서 서자 출신 엔리케2세(Enrique II de Castilla, Henry of Trastámara)의 편에 섰다. 푸와 공작(Count of Foix) 가스톤 3세(Gaston III)의 서자인 베르날 드 푸와는 1369년 엔리케2세가 페드로 국왕을 몬티엘 성(Castle of Montiel)에서 처형하였을 때에 카스티야에 남기로 결정하였다. 베르날 드 푸와는 카스티야 국왕 알폰소 10세(Alfonso X)의 후손인 이사벨 데 라 세르다(Isabel de la Cerda)의 두번째 남편이 되었다.

- 가스톤 데 베아른 이 데라 세르다(Gastón de Béarn y de la Cerda) : 2대 백작(c. 1371–1404). 카스티야 국왕 후안 1세(Juan I)와 카스티야 국왕 엔리케 3세(Enrique III, 1379~1406)의 조정 신하이다.

- 루이스 데 라 세르다 이 멘도사(Luis de la Cerda y Mendoza) : 3대 백작(bef. 1404 – after 1447). 카스티야 국왕 후안 2세(Juan II)의 조정 신하이다.

- 가스톤 1세 데 라 세르다(Gastón I de la Cerda) : 4대 백작(1414–1454). 후안 2세의 조정 신하이다.
- 루이스 데 라 세르다 이 데 라 베가(Luis de la Cerda y de la Vega) : 5대 백작(c. 1442–1501). 1479년 10월 31일, 1대 공작이 된다.

## 메디나셀리 공작
|                                                                      | 인물                                                                 | 재위기간                                                             |
| 아라곤 국왕 페란도 2세(Ferando II)와 이사벨라 1세(Isabella I)가 개창 | 아라곤 국왕 페란도 2세(Ferando II)와 이사벨라 1세(Isabella I)가 개창 | 아라곤 국왕 페란도 2세(Ferando II)와 이사벨라 1세(Isabella I)가 개창 |
| -------------------------------------------------------------------- | -------------------------------------------------------------------- | -------------------------------------------------------------------- |
| 1대 공작                                                             | 루이스 데 라 세르다 이 데 라 베가                                    | 1479–1501                                                            |
| 2대 공작                                                             | Juan de la Cerda y Bique de Orejón                                   | 1501–1544                                                            |
| 3대 공작                                                             | Gastón de la Cerda y Portugal                                        | 1544–1552                                                            |
| 4대 공작                                                             | Juan de la Cerda y Silva                                             | 1552–1575                                                            |
| 5대 공작                                                             | Juan de la Cerda y Portugal                                          | 1575–1594                                                            |
| 6대 공작                                                             | Juan de la Cerda y Aragón                                            | 1594–1607                                                            |
| 7대 공작                                                             | Antonio de la Cerda y Dávila                                         | 1607–1671                                                            |
| 8대 공작                                                             | Juan Francisco de la Cerda y Enríquez de Ribera                      | 1671–1691                                                            |
| 9대 공작                                                             | Luis Francisco de la Cerda y Aragón                                  | 1691–1711                                                            |
| 10대 공작                                                            | Nicolás Fernández de Córdoba y de la Cerda                           | 1711–1739                                                            |
| 11대 공작                                                            | Luis Fernández de Córdoba y Spínola                                  | 1739–1768                                                            |
| 12대 공작                                                            | Pedro de Alcántara Fernández de Córdoba y Montcada                   | 1768–1789                                                            |
| 13대 공작                                                            | Luis Fernández de Córdoba y Gonzaga                                  | 1789–1806                                                            |
| 14대 공작                                                            | Luis Fernández de Córdoba y Benavides                                | 1806–1840                                                            |
| 15대 공작                                                            | Luis Fernández de Córdoba y Ponce de León                            | 1840–1873                                                            |
| 16대 공작                                                            | Luis Fernández de Córdoba y Pérez de Barradas                        | 1873–1879                                                            |
| 17대 공작                                                            | Luis Fernández de Córdoba y Salabert                                 | 1880–1956                                                            |
| 18대 여공작                                                          | Victoria Eugenia Fernández de Córdoba                                | 1956–2013                                                            |
| 19대 공작                                                            | Marco de Hohenlohe-Langenburg y Medina                               | 2013–2016                                                            |
| 20대 여공작                                                          | Victoria de Hohenlohe-Langenburg y Schmidt-Polex                     | 2017–present                                                         |

## 전기

### 1대 공작
루이스 데 라 세르다 이 데 라 베가(Luis de la Cerda y de la Vega) : 1대 공작(c. 1442–1501), 1454년 백작이 되고, 1479년 공작이 부여됨, 메디나셀리 공작 작위를 최초로 받았다. 포르투갈과 무어인들이 세운 그라나다 왕국(Kingdom of Granada)과 전투를 벌였다.

### 2대 공작
후안 1세 데 라 세르다 이 비케(Juan I de la Cerda y Vique) : 2대 공작, 1520년 스페인 왕실에서 스페인 대공작으로 인정받은 서자이다. 카스티야 여왕 이사벨라 1세와 딸 후안나(Juanna) 여왕, 아들 카를로스 1세(Carlos I)의 조정 신하였다. 카를로스 1세의 조부인 아라곤 페르디난드 2세(Ferdinand II of Aragon)를 대신하여 나바로 왕국(rey de Navarro) 합병 전투에 참여하였다.

### 3대 공작
가스톤 데 라 세르다(Gastón de la Cerda) : 3대 공작, 아무런 이슈 없이 사망하였다. 3대 살리나스 백작(conde de Salinas)이자 리바데오 백작(conde de Ribadeo)의 딸 마리아 고메스 사르미엔토(María Gómez Sarmiento)와 결혼하였다.

### 4대 공작
후안 데 라 세르다(Juan de la Cerda) : 4대 공작, 시칠리아 부왕(Viceroy of Sicily, 1556–1564)이자 시칠리아 장군(Captain General of Sicily)이었다. 후에 나바라 부왕(Viceroy of Navarra, 1567–1572)이 되었다. 1541년 4월 7일, 스페인 오차냐(Ocaña)에서, 2대 파로 백작(conde de Faro) 산초 1세 데 노로냐 포르투갈(Sancho I de Noronha Portugal)의 딸 후아나 마누엘 데 포르투갈(Juana Manuel de Portugal, ca. 1520-1568)과 결혼했다.

### 5대 공작
후안 데 라 세르다(Juan de la Cerda) : 5대 공작, 포르투갈 대사(ambassador)이자 황금 양모 기사단 기사(Knight of the Order of the Golden Fleece)였다. 4번 결혼했다. 첫번째 부인 아라곤의 이사벨라(Isabella d'Aragona, bef. 1543 - August 1578)는 아라곤의 안토니오(Antonio d'Aragona, 1506–1543)의 딸이다. 2번째 부인은 몬탈토 여공작(Duca di Montalto)이었다. 1578년 이후 후아나 데 라 라마(Juana de la Lama)와 결혼했다. 4번째 부인은 곤살로 페르난데스 데 라 라마(Gonzalo Fernández de la Lama)의 딸 마르케사 데 라 아드라다(Marquesa de la Adrada)이다.

### 6대 공작
후안 루이스 데 라 세르다 이 아라곤(Juan Luis de la Cerda y Aragón) : 6대 공작(1569.5.20.~1607.11.24.), 황금양털 기사회 기사(Knight of the Order of the Golden Fleece)이다. 독일 국가들로 파견된 대사이다. 결혼은 두 번 했다. 1564년, 5대 알부케르크 공작(Duque de Albuquerque)이자 이탈리아 밀라노 공작령 행정관(Governor of the Duchy of Milano) 가브리엘 데 라 쿠에바(Gabriel de la Cueva)의 딸 아나 데 라 쿠에바(Ana de la Cueva)와 결혼했다. 1606년, 2대 벨라다 후작(Marqués de Velada, d. 1599.1.30.)이자 에스파냐 국왕 펠리페3세(Felipe III)의 가정교사(tutor) 고메스 다빌라 이 데 톨레도(Gómez Dávila y de Toledo)의 딸 안토니아 다빌라 이 콜로나(Antonia Dávila y Colonna, d. 1625.10.29.)와 결혼했다.

### 7대 공작
안토니오 후안 데 라 세르다 이 톨레도(Antonio Juan de la Cerda y Toledo, 1607.10.25.~1671.3.7.) : 7대 백작, 스페인 대공작(英Grandee of Spain, 西Grandeza de Espana), 1641년에는 발렌시아 총독(英Captain General of Valencia, 西Capitan general de Valencia)에 임명되었다. 1625년 11월 28일 세비야 주(provincia de Sevilla) 도스 에르마나스(Dos Hermanas)에서 17세의 나이에 13세의 아나 프란시스카 루이사 엔히케스 데 리베라 이 포르토카레로(Ana Francisca Luisa Enriquez de Ribera y Portocarrero, bef. 1613.9.19.~1645.5.21.)와 결혼식을 올렸다. 신부 아나는 산티아고 군사회 기사(Knight of the Military Order of Santiago) 페드로 엔히케스 히론 데 리베라(Pedro Enríquez Girón de Ribera)의 딸로서 5대 알칼라 데 로스 가술레스 여공작(Duquesa de Alcalá de los Gazules)에 수여되었다.

### 9대 공작
루이스 프란시스코 토마스 데 라 세르다 이 데 아라곤(Luis Francisco Tomás de la Cerda y de Aragón) - 폴치 데 카르도나(Folch de Cardona, 1654 구금, 1711년 팜플로나 요새Pamplona fortress)는 9대 백작이자 10대 카르도나 공작(Duque de Cardona). 6대 레르마 공작(Duque de Lerma), 7대 알칼라 데 로스 카술레스 공작(Duque de Alcalá de los Gazules), 9대 세고르베 공작(Duque de Segorbe)이다.